# Berberis soulieana
Berberis soulieana  es una especie de planta con flor en la familia Berberidaceae. Es originaria del este de Asia en China.

## Descripción
Es un arbusto perenne que alcanza 1,5 m de altura. Tiene hojas durante todo el año, florece de junio a julio.  Las flores son hermafroditas (tienen órganos masculinos y femeninos) y son polinizadas por insectos. 

## Propiedades
Principios activos: Contiene alcaloides. Berberina (0,5-6%) y otras protoberberinas (palmarina, jatrorrhicina, etc.), bisbenciltetrahidroisoquinoleínas (berbamina, oxiacantina, isotetrandrina, etc.).
Indicaciones: es antibacteriano, antifúngico, hipotensor. Se ha usado en disentería y en infecciones ginecológicas.

## Taxonomía
Berberis soulieana fue descrita por Camillo Karl Schneider y publicado en Bulletin de l'Herbier Boissier, sér. 2, 5: 449. 1905.
Etimología
Berberis: nombre genérico que es la forma latinizada del nombre árabe de la fruta.
Sinonimia
- Berberis soulieana var. paucinervata Ahrendt
- Berberis stenophylla Hance[4]